# Servei Federal de Supervisió de les Telecomunicacions, Tecnologies de la Informació i Mitjans de Comunicació
El Servei Federal de Supervisió de les Telecomunicacions, Tecnologies de la Informació i Mitjans de Comunicació (en rus: Федеральная служба по надзору в сфере массовых коммуникаций и связи) o Roskomnadzor (en rus: Роскомнадзор) és un organisme executiu federal rus encarregat de la vigilància dels mitjans de comunicació, incloent els mitjans de comunicació electrònics, de comunicacions de massa, tecnologies de la informació i telecomunicacions; supervisar la conformitat amb la llei que protegeix la confidencialitat en el processament de dades personals; i organitzar les tasques del servei de ràdio-freqüència.

## Història
Va ser restablert el maig de 2008. La resolució número 419, «Del Servei Federal de Supervisió de les Telecomunicacions, Tecnologies de la Informació i Mitjans de Comunicació», va ser adoptada el 6 de febrer de 2008.
El març de 2007 l'autoritat —llavors una subdivisió del Ministeri de Cultura de la Federació Russa anomenada 'Servei Federal Rus de Vigilància per Conformitat amb la Legislació en Mitjans de Comunicació i Protecció del Patrimoni Cultural' (Rosokhrankultura)— alertà al diari Kommersant que no havia de fer cap menció al Partit Nacional Bolxevic a les seves pàgines, ja que la inscripció oficial d'aquest partit havia estat denegada.

## Tasques
Roskomnadzor és un cos executiu federal responsable del control i supervisió dins el camp dels mitjans de comunicació, incloent mitjans massius i mitjans electrònics, tecnologies d'informació i control i supervisió de les funcions de comunicacions amb relació a la conformitat a la legislació de requeriments de procés de dades personals de la Federació Russa, i la funció de coordinar les activitats dels serveis de ràdio-freqüència. És un cos executiu federal autoritzat per protegir temes de dades personals. És també el cos que administra els filtres de censura d'Internet a Rússia.

## Llista negra de llocs web
Des del 2012, Roskomnazor és l'administrador del Registre unificat de llocs prohibits d'Internet (en rus: Единый реестр запрещённых сайтов). El 31 de març de 2013 el New York Times va informar que Rússia habia començat el bloqueig selectiu d'Internet. El 2014, durant la crisi de Crimea, Roskomnadzor va bloquejar llocs web que criticaven la política russa a Ucraïna, inclòs el blog d'Alexei Navalny, Kasparov.ru i Grani.ru. El 5 d'abril del mateix any, va ser confirmat per un portaveu de Roskomnadzor que la Viquipèdia russa havia estat a la llista negra per l'article en rus "Fumar cànnabis" (Курение каннабиса).

### GitHub
A l'octubre de 2014, GitHub va estar bloquejat un temps. El 2 de desembre va estar bloquejat una altra vegada per notes satíriques que descrivien «mètodes de suïcidi»; això va causar importants tensions entre desenvolupadors de programari rus. El lloc va ser desbloquejat el 4 de desembre, i GitHub va crear una pàgina especial dedicada a temes relacionats amb Roskomnadzor. Tot el contingut està disponible encara per a xarxes no russes.

### Viquipèdia en rus
El 18 d'agost de 2015, un article a la Viquipèdia en rus —charas ("Чарас")— va ser inclòs a la llista negra de Roskomnadzor pel seu contingut sobre propaganda de narcòtics. Tot seguit, l'article va ser reescrit des de zero utilitzant materials i llibres de text de l'ONU, però el 24 d'agost va ser inclòs en la llista de materials prohibits i enviat als proveïdor d'Internet de Rússia. Com Viquipèdia utilitza el protocol HTTPS, tot el lloc web amb totes les versions lingüístiques de Viquipèdia va ser bloquejat a Rússia unes hores la nit del 25 d'agost. Dimarts 25 mateix, el Roskomnadzor va rectificar i va emetre un comunicat oficial informant que es retirava a la Viquipèdia del 'Registre de dominis, pàgines webs i enllaços que contenen informació prohibida per a la distribució pública'.